# رالف ريختر
رالف ريختر (بالألمانية: Ralf Richter)‏ (و. 1957 – م) هو ممثل من ألمانيا . ولد في إسن .

## روابط خارجية
- رالف ريختر على موقع IMDb (الإنجليزية)
- رالف ريختر على موقع مونزينجر (الألمانية)
- رالف ريختر على موقع ألو سيني (الفرنسية)
- رالف ريختر على موقع ميوزك برينز (الإنجليزية)
- رالف ريختر على موقع أول موفي (الإنجليزية)
- رالف ريختر على موقع قاعدة بيانات الأفلام السويدية (السويدية)
- رالف ريختر على موقع قاعدة بيانات الأفلام السويدية (السويدية)
- رالف ريختر على موقع ديسكوغز (الإنجليزية)
- رالف ريختر على موقع قاعدة بيانات الفيلم (الإنجليزية)
- رالف ريختر على موقع كينوبويسك (الروسية)